# Enchanted Rock
Enchanted Rock (roccia incantata) è un enorme masso di granito rosa situato nella regione del Llano Uplift, posta circa 24 chilometri a nord della città di Fredericksburg, in Texas e 24 km a sud della città di Llano.
Copre una superficie è di circa 2,6 km², e s'innalza dal resto del territorio per 130 metri, raggiungendo i 556,3 metri al di sopra del livello del mare. È il secondo più grande monadnock di granito degli Stati Uniti dopo Stone Mountain in Georgia. È protetto dalla riserva naturale di Enchanted Rock State Natural Area, che copre 6,7 km².